# Kazanjska katedrala u Sankt-Peterburgu
Kazanjska katedrala ili Kazanjski katedralski sabor (rus. Казанский собор), također poznata i kao Katedrala Bogorodice od Kazanja, katedrala je Ruske pravoslavne Crkve na Nevskom prospektu u Sankt-Peterburgu. Ona je posvećena Bogorodici Kazanjskoj, jednoj od najcjenjenijih ikona u Rusiji.
Izgradnja katedrale započeta je 1801. godine i nastavljena deset godina pod nadzorom Aleksandra Sergejeviča Stroganova. Po završetku 1811. godine, novi hram zamijenio je crkvu ođenja Bogorodice, koja je demolirana nakon posvećenja Kazanjske katedrale.
Arhitekt Andrej Voronikin za uzor je uzeo Baziliku sv. Petra u Vatikanu. Neki povjesničari umjetnosti tvrde da je car Pavao (vladao 1796. – 1801.) namjeravao izgraditi sličnu crkvu na drugoj strani Nevskog prospekta koja bi odražavala Kazanjsku katedralu, ali takvi planovi nisu uspjeli. Iako je Ruska pravoslavna Crkva snažno odbila planove za stvaranje replike katoličke bazilike sv. Petra u tadašnjoj ruskoj prijestolnici, nekoliko dvorjana podržalo je Voronikinov dizajn ampirskoga stila.
Nakon što je Napoleon Bonaparte napao Rusiju (1812.) i vrhovni komandni general Mihail Kutuzov zamolio Gospu od Kazanja za pomoć, svrha crkve se promijenila. Nakon Napoleonove invazije na Rusiju, Rusi su katedralu doživljavali prije svega kao spomen na pobjedu nad Napoleonom. Sam Kutuzov je pokopan u katedrali 1813.; a Aleksandar Puškin napisao je slavne stihove meditirajući nad njegovim grobom. Godine 1815., pobjednička ruska vojska je iz Europe donijela ključeve za sedamnaest gradova i osam tvrđava i postavila ih u sakristiju katedrale. Boris Orlovski je 1837. godine dizajnirao dvije brončane statue Kutuzova i Barclaya de Tollyja koje stoje ispred katedrale.
Godine 1876., Kazanske demonstracije, prve političke demonstracije u Rusiji, održane su ispred crkve. Poslije Ruske revolucije 1917. vlasti su zatvorile katedralu (siječanj 1932). U studenom 1932. ponovo je otvorena kao promarksistički „Muzej povijesti religije i ateizma“, ili kako se jedan suvremeni pisac otvorenije izrazio, „najveći Lenjingradski antireligiozni muzej“, u kompletu s voštanim djelima španjolske inkvizicije. Liturgijske službe su nastavljene 1992. godine, a četiri godine kasnije katedrala je vraćena Ruskoj pravoslavnoj Crkvi. Prema podacima iz 2017., služi kao matična katedrala mitropolije Sankt-Peterburga.
Unutrašnjost katedrale, sa svojim brojnim stupovima podsjeća na dvoranu palače, dugačku 69 metara i visoku 62 metra. U unutrašnjosti se nalaze brojne skulpture i ikone koje su kreirali najbolji ruski umjetnici tog doba. Rešetka od kovanoga željeza, koja odvaja katedralu od malog trga iza nje ponekad se navodi kao jedna od najljepših ikad izgrađenih.
Ogromna brončana vrata katedrale jedna su od četiri kopije originalnih vrata krstionice u Firenci u Italiji (ostala tri su u Katedrali Slave Božje u San Francisku, Nelson-Atkinsovom muzeju umjetnosti u Kansas Cityiju i u samoj Firentinskoj krstionici.
Kazanjska katedrala smatra se modelom neoklasičnog stila Helsinške katedrale, jedne od najvećih znamenitosti Helsinkija, u Finskoj.

## Galerija
- Unutrašnjost Katedrale
- Unutrašnjost Katedrale
- Blažena Djevica Marija na ikonostasu Katedrale
- Medaljoni u Katedrali